# رابرت لیتن (تدوین‌گر)
رابرت لیتان (به انگلیسی: Robert Leighton) تدوین‌گر سینما و تلویزیون اهل بریتانیا است که از سال ۱۹۸۰ تدوین بیش از ۳۰ فیلم بلند را در کارنامه‌اش دارد. وی برای فیلم چند مرد خوب (۱۹۹۲) نامزد جایزه اسکار بهترین تدوین فیلم شد.
از دیگر فیلم‌های او می‌توان به رئیس‌جمهور آمریکا اشاره کرد.